# Llankibatrachus truebae
Llankibatrachus
Genre
Espèce
Llankibatrachus truebae est une espèce d'amphibiens fossile de la famille des Pipidae, la seule du genre Llankibatrachus.

## Répartition
Cette espèce a été découverte en Argentine, elle date du Paléogène.

## Publication originale
: document utilisé comme source pour la rédaction de cet article.
- Báez & Pugener, 2003 : Ontogeny of a new Palaeogene pipid frog from southern South America and xenopodinomorph evolution. Zoological Journal of the Linnean Society, vol. 139, no 3, p. 439-476.